# Rémondans-Vaivre
 Rémondans-Vaivre  es una población y comuna francesa, en la región de Franco Condado, departamento de Doubs, en el distrito de Montbéliard y cantón de Pont-de-Roide. Además, el municipio forma parte del área de atracción de Montbéliard, del cual es un municipio de la corona. Esta área, que incluye 137 municipios, se divide en áreas de 50.000 a menos de 200.000 habitantes.

## Demografía
| 97 | 102 | 101 | 155 | 181 | 180 |
| Para los censos de 1962 a 1999 la población legal corresponde a la población sin duplicidades (Fuente: INSEE [Consultar]) |     |     |     |     |     |